# Rødenes kommun
Rødenes kommun (norska: Rødenes kommune) var en kommun i Østfold fylke i sydöstra Norge.

## Administrativ historik
Rødenes kommun upprättades den 1 januari 1838 (som Rødenæs formannskapsdistrikt) när Formannskapslovene från 1837 trädde i kraft. Kommunen omfattade då den norra delen av nuvarande Markers kommun samt den sydöstra delen av nuvarande Aurskog-Hølands kommun.
Den 1 januari 1902 bröts Rømskogs kommun ut ur kommunen som då minskade från 1 870 invånare före delningen till 1 378 invånare efter. Den återstående delen omfattade den norra delen av nuvarande Markers kommun.
Den 1 januari 1964 gick Rødenes kommun, tillsammans med Øymarks kommun, upp i den då nybildade Markers kommun. Kommunens hade då 1 314 invånare.